# Avariciosos y mentirosos bastardos
Avariciosos y mentirosos bastardos es una película documental americana dirigida por Craig Rosebraugh. La película explora el fenómeno de negación de cambio climático.

## Contenido
Avariciosos y mentirosos bastardos investiga la campaña de desinformación sobre el cambio climático por la industria petrolera y sus think tanks financiados. La película expone cómo un número pequeño de personas pagas ha trabajado para confundir el público y los legisladores en el asunto. Las industrias ExxonMobil y Koch están identificadas en la película como dos de los peores culpables que financian la campaña de negación. Además de exponer la campaña de negación, la película cuenta las historias de personas afectadas por el cambio climático. Estas incluyen residentes de Kivalina, Alaska y Tuvalu, Oceanía quiénes están enfrentándose a la migración forzada debido a la erosión costera causada por el aumento de las temperaturas y el aumento de nivel del mar. La película también cubre los incendios de Colorado 2012, la sequía en Kansas y el Huracán Sandy.

## Producción
Avariciosos y mentirosos bastardos estuvo dirigido, producido y narrado por Craig Rosebraugh. Él coescribió la película con editor ganador de dos emmys Patrick Gambuti, Jr., quién también fue editor. Daryl Hannah fue productor ejecutivo y Michael Riachuelo, quien escribió para Una verdad incómoda, fue el compositor.
Al hacer la película Rosebraugh, buscó "emprender un proyecto que revelará la agenda escondida de la industria petrolera y proporcionara respuestas a por qué como nación fallamos para implementar políticas de energía limpia y tomar acción eficaz en problemas importantes como cambio climático."
La película empezó producción en 2009 y se terminó a finales de 2012.

## Lanzamiento
Avariciosos y mentirosos bastardos fue lanzada en América del Norte el 8 de marzo de 2013, donde recaudó 45 mil dólares. @Disinformation la lanzó en su plataforma el 14 de enero de 2014, donde recaudó $73,537 de dólares.

## Recepción
Rotten Tomatoes, informa que 69% de 35 críticos dieron la película una revisión positiva; el índice mediano es 6.2/10.  El consenso del sitio lee: "no es particularmente sutil, pero Avariciosos y mentirosos bastardos es eficaz en cuestionar los motivos de los negadores del cambio climático." Metacritic la valoró 56/100 basó encima 14 revisiones.

### Premios
- 2012 Burbank Festival de cine Mejor Característica Documental
- 2012 Festival de cine de Boston Eco Premio[7]

### Otros festivales
- 2013 Reikiavik Festival de cine Internacional, Selección Oficial
- 2013 Beijing Festival de cine Internacional, Selección Oficial
- 2013 Festival de cine Medioambiental (Washington D. C.), Selección Oficial
- 2012 Asociación de Naciones Unidas Festival de cine, Selección Oficial
- 2012 Bahamas Festival de cine Internacional, Selección Oficial
- 2012 Costa Rica Festival de cine Internacional[7]